# La casa del vampiro
La casa del vampiro (The House of the Vampire) es un relato de vampiros publicado en septiembre de 1907 por el autor George Sylvester Viereck.
El vampiro del relato es un parásito psíquico, que se apodera de la inspiración y los pensamientos de los seres humanos para su provecho. También existen ciertas connotaciones homosexuales entre el vampiro y la víctima principal del relato, aunque no hace distinciones entre hombres y mujeres.

## Sinopsis
Reginald Clarke, un conocido escritor de Nueva York ha asumido el mecenazgo del joven Ernest Fielding, invitándolo a su mansión para apoyar su prometedor talento. Sin embargo, aunque Ernest recibe varios encargos de periódicos y revistas, mientras se encuentra dentro de la mansión de su mecenas no consigue la inspiración que esperaba.
Durante una visita de su amigo Jack, Ernest pasea con él y de repente tiene una idea sobre una la historia de una princesa con velo amarillo. Sin embargo, a su regreso, se encuentra bloqueado, y aunque recuerda su idea no es capaz de escribirla. Resulta toda una desagradable sorpresa que tiempo después, en una recepción a varios amigos, Reginald presente una historia muy similar a la que se le había ocurrido. Tras hablar con su mentor, ambos lo atribuyen a una coincidencia.
Tiempo después Ernest se encuentra con Ethel Brandenbourgh, una joven prometedora que también estuvo en compañía de Reginald Clarke, pero del que se separó de forma traumática. A través de su amor hacia Ethel, Ernest encuentra nueva inspiración para inscribir una novela en la que ella será la protagonista, “Leontina”.
Sin embargo, Ethel se encuentra preocupada por su amado ante su aspecto pálido y demacrado, y recordando que mientras estuvo enamorada de Reginald también sintió cómo si absorbiera su energía, comienza a sospechar que el mentor de Ernest posee alguna misteriosa capacidad para robar la inspiración de sus víctimas. Ethel concierta un encuentro con Reginald y le presenta sus sospechas, que él confirma, contándole cómo desde que era pequeño era capaz de robar talento de las personas cercanas a él, y cómo aprendió a refinar su poder. Ethel le suplica que deje marchar a Ernest en paz, pero Reginald dice que no puede evitar seguir su naturaleza y que no lo dejará ir hasta que haya robado su inspiración, al igual que ha hecho con tantos otros.
Ethel acude junto a Ernest y le advierte del peligro que corre. Ernest entonces comprende la naturaleza de varias pesadillas en las que siente una mano que se introduce en sus pensamientos y el bloqueo que le impide escribir. Gracias a la advertencia de su amada está dispuesto a abandonar a Reginald, pero no antes de conseguir una prueba de su poder vampírico.
Al día siguiente Ernest registra los papeles de Reginald y entre ellos encuentra la novela “Leontina” que pensaba escribir. Para su desánimo también descubre que Reginald también planea sustituirle por su amigo Jack. Durante la noche Ernest se obliga a estar despierto y unas noches después finalmente sorprende a Reginald escurriéndose en su habitación a través de un pasaje secreto. Ernest lo persigue hasta su despacho y se enfrenta a él, acusándole de ser un monstruo plagiador y ladrón de ideas. Sin embargo, cuando intenta acabar con Reginald golpeándole con una silla, el vampiro lo mira a los ojos y absorbe todos sus recuerdos.
A la mañana siguiente Ethel y Jack acuden a la mansión de Reginald Clarke en busca de Ernest. Sin embargo, el joven ha quedado reducido a un ser balbuceante, demacrado y brutal, sin rastro de raciocinio en su mirada.